# Sergio Cabrera
Sergio Cabrera (Medellín, 20 aprile 1950) è un regista e diplomatico colombiano.

## Biografia
Figlio dell'attore Fausto Cabrera, a dieci anni si trasferì con il padre nella Repubblica popolare Cinese, dove proseguì gli studi fino all'università. Nel 1968 abbandonò la facoltà di filosofia per dedicarsi all'attività politica. Dopo un periodo di addestramento nell'esercito cinese, tornò in Colombia per partecipare alla guerra civile colombiana, schierandosi con l'Esercito popolare di liberazione (EPL). In questo periodo scrisse testi teatrali per gruppi che svolgevano attività politica.
Nel 1972 si spostò a Londra dove frequentò la Film School, cominciando a realizzare cortometraggi l'anno dopo.
Ha diretto oltre venti pellicole destinate alla TV e al cinema a partire dagli anni ottanta. Ha vinto il Premio Enrico Fulchignoni alla Conferenza euromediterranea sul Cinema del 1992 con Aguilas non cazan moscas e la Espiga d'oro alla Semana Internacional de Cine de Valladolid nel 1993 con La strategia della lumaca. I suoi film sono stati in concorso a tre diverse edizioni della Mostra internazionale d'arte cinematografica di Venezia (nel 1994, 1996 e 2004), al Festival di Berlino 1994 e a tre edizioni del Premio Goya, nella sezione per il miglior film straniero in lingua spagnola (nel 1992, 1995 e 2000). Per due volte i suoi lavori sono stati proposti dalla Colombia per l'Oscar al miglior film straniero ma senza mai ricevere la nomination dall'Academy Awards. 
Nell'ottobre del 2022 è stato nominato ambasciatore della Colombia in Cina da parte del presidente della Repubblica Gustavo Petro, visti i suoi legami decennali con la Repubblica Popolare cinese.
Cabrera è anche il protagonista del romanzo Retrospective, scritto nel 2022 da Juan Gabriel Vásquez.

## Filmografia parziale[1]

### Cortometraggi
- Hong wei bing (1973)
- En verano (1974)
- I beg your pardon (1975)
- Granada (1976)
- Diario de viaje (1978)
- Alejandro de Humboldt en Colombia (1978)
- Za ji (1980)
- Bienal IV/The Movie (1982)
- Historia de una gran empresa (1983)
- Arte no objetual (1983)
- Elementos para una acuarela mediometraggio (1984)

### Serie TV
- La mujer doble (1984)
- Los tres jinetes del apocalipsis (1987)
- El circulo (1988)
- El lado oscuro del amor (1990)
- Escalona (1991)
- El último beso (1992)

### Lungometraggi
- Técnicas de duelo (1988)
- Aguilas non cazan moscas (1992)
- La strategia della lumaca (1993)
- Ilona arriva con la pioggia (1996)
- Colpo di stadio (1998)
- Perdere è una questione di metodo (2004)
- Ciudadano Escobar (2004)
- Madrid 11M: Todos íbamos en ese tren, episodio Clandestino (2004)
- Todos se van (2020)
- La seño (2020)